# Veselí (kraj pardubicki)
Veselí – wieś i gmina w Czechach, w powiecie Pardubice, w kraju pardubickim. 1 stycznia 2014 liczyła 321 mieszkańców.